# حكومة غزالي الثانية
حكومة غزالي الثانية هي عاشر وآخر حكومة جزائرية في عهد الرئيس الشاذلي بن جديد، واستمرت من 16 أكتوبر 1991 إلى 22 فبراير 1992. عملت الحكومة في ظل حالة الحصار، كما أشرفت على الانتخابات التشريعية لسنة 1991 التي جرى الدور الأول منها ثم ألغيت نتائجها بعد استقالة الرئيس شاذلي بن جديد.

## أعضاء الحكومة
- رئيس الحكومة ووزير الاقتصاد : سيد أحمد غزالي
- وزير الدفاع : خالد نزار
- وزير للشؤون الخارجية : الأخضر الإبراهيمي
- وزير الإتصال: أبو بكر بلقايد
- وزير الداخلية والجماعات المحلية : العربي بلخير
- وزير العدل : حمداني بن خليل
- وزير الطاقة : نور الدين آيت الحسين
- وزير التربية : علي بن محمد
- وزير الصناعة والمناجم : عبد النور كرمان
- وزير البريد والمواصلات : محمد سراج
- وزير المجاهدين : إبراهيم شيبوط
- وزير الشؤون الدينية : أمحمد بن رضوان
- وزيرة الصحة والشؤون الاجتماعية : محمد صالح منتوري
- وزير الجامعات : جيلالي اليابس
- وزير النقل : مراد بلقج
- وزير الفلاحة : محمد إلياس مصلي
- وزير التجهيز والسكن : مصطفى حراثي
- وزيرة للتشغيل والتكوين المهني : أنيسة بن عامر
- وزيرة الشبيبة والرياضة : ليلى عسلاوي
- وزير الثقافة : العربي دماغ العتروس
- وزير لحقوق الإنسان : علي هارون
- وزير العمل : عبد العزيز زياري

- وزير منتدب للجماعات المحلية : عبد المجيد تبون
- وزير منتدب للخزينة : علي بن نواري
- وزير منتدب للميزانية : مراد مدلسي
- وزير منتدب للتجارة : أحمد فضيل باي
- وزير منتدب للصناعات الصغيرة والمتوسطة : الأخضر بايو
- وزير منتدب للبحث والتكنولوجيا والبيئة : شريف حاج سليمان
- وزير منتدب للسكن : محمد مغلاوي

### تعيينات أخرى
- الأمين العام لرئاسة الجمهورية: عبد العزيز خلاف[2]